# Ludwig Ernst Gebhardi
Ludwig Ernst Gebhardi (* 1. Januar 1787 in Nottleben; † 29. Mai 1862 in Erfurt) war ein deutscher Organist.

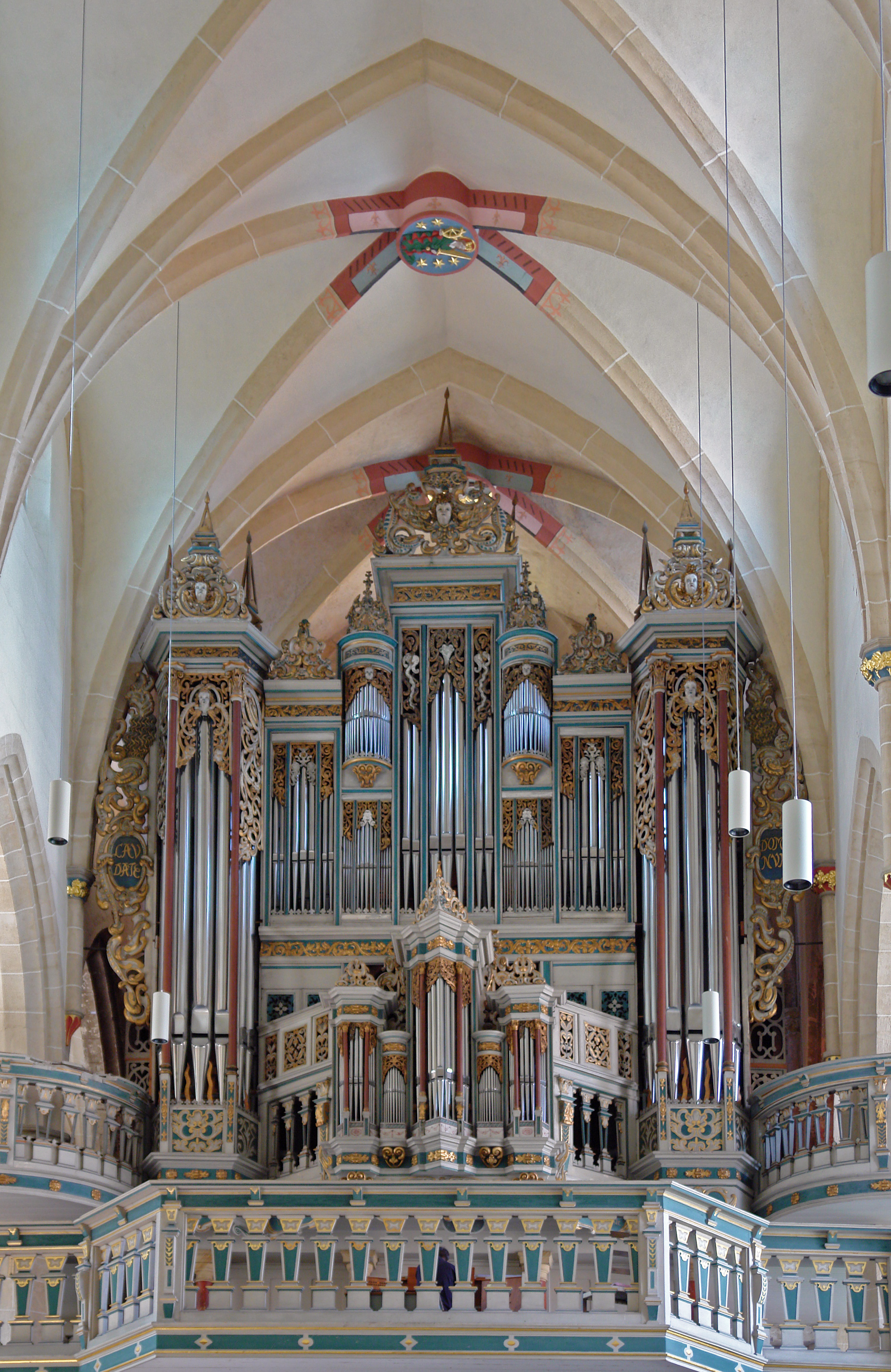
Predigerkirche Erfurt, Orgelprospekt von 1648

## Leben
Ludwig Ernst Gebhardi erhielt seinen ersten Musikunterricht im Alter von vier Jahren durch seinen Vater Johann Jeremias Gebhardi.
Ab 1801 besuchte er das Ratsgymnasium in Erfurt. Hier lernte er bei Michael Gotthard Fischer das Klavier- und Generalbassspiel. Ab 1810 studierte er Theologie in Jena.
Von 1812 an wirkte Gebhardi als Lehrer in Erfurt. Im folgenden Jahr wurde er Organist an der Barfüßerkirche. Um seine musikalischen Fähigkeiten zu vervollkommnen, besuchte er 1817 den Gothaer Kapellmeister Andreas Romberg und 1820 Johann Nepomuk Hummel in Weimar.
1820 übernahm Gebhardi das Organistenamt der Predigerkirche von seinem ehemaligen Lehrer Fischer. Nach dessen Tod 1829 wurde Gebhardi auch Lehrer für Musiktheorie und Orgelspiel am Erfurter Lehrerseminar.
Zudem war er Konrektor der Predigerschule und Gesanglehrer am Ratsgymnasium.
1832 wurde ihm der Titel eines Königlichen Musikdirektors verliehen. Sein vierstimmiger Kanon Ehre sei Gott in der Höhe ist enthalten in den kirchlichen Gesangbüchern CG, EG, EM, KG und RG.

## Werke
- Evangelisches Choralbuch, Erfurt und Leipzig 1825. (Digitalisat)
- Generalbaßschule oder vollständiger Unterricht in der Harmonie- und Tonsetzlehre, op. 11.
- Einhundert leichte und gefällige Choralvorspiele theils mehr, theils weniger thematisch gehalten und für jede Kirche geeignet, op. 17.